# (391) Ингеборг
(391) Ингеборг (нем. Ingeborg) — астероид, относящийся к группе астероидов пересекающих орбиту Марса и принадлежащий к светлому спектральному классу S. Он был открыт 1 ноября 1894 года немецким астрономом Максом Вольфом в обсерватории Хайдельберга и назван скандинавским именем Ингеборг, которое часто встречается среди женщин в скандинавской истории и мифологии.

Орбита астероида Ингеборг и его положение в Солнечной системе
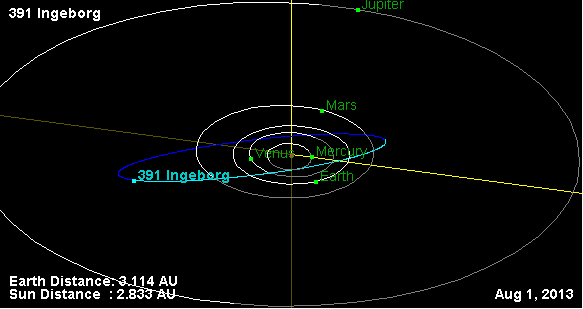
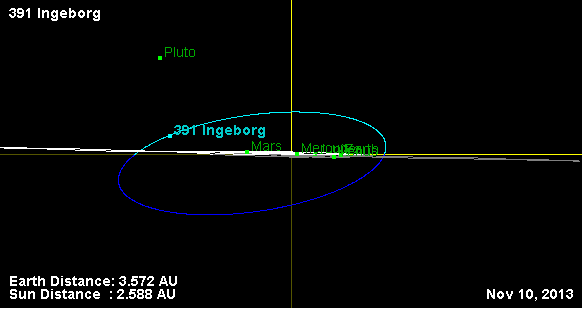
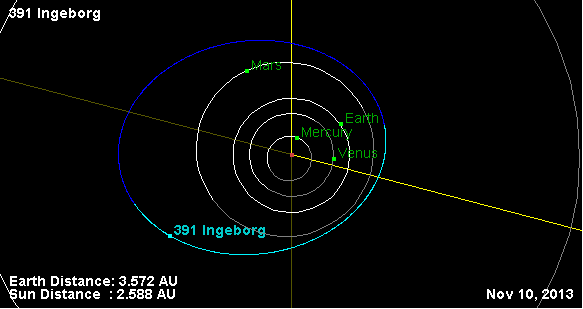